# Frankfurter Journal
Das Frankfurter Journal ist eine der ältesten deutschen Zeitungen und wurde 1903 eingestellt. Es erschien zum Ende der Herausgabe zweimal täglich in Frankfurt am Main und gehörte zum national-liberalen Spektrum. Zusätzlich gab es täglich das Handelsblatt und die belletristische Beilage Didaskalia.

## Entwicklung
Die älteste noch vorhandene Nummer des Frankfurter Journals stammt aus dem Jahr 1639. Das Blatt führte im 17. Jahrhundert den Titel Die holländischen Progressen, da seine Nachrichten insbesondere aus niederländischen Quellen stammten. 
Bis 1802 waren die Serlinschen Erben als Verleger genannt, obwohl bereits 1798 der Frankfurter Rechtsanwalt Dietz, der auch die Redaktion leitete, zusammen mit anderen das Verlagsrecht erworben hatte. 
Zwischen 1811 und 1813 wurde die Zeitung durch den Großherzog Carl Theodor von Dalberg unterdrückt, 1814 gelangte sie in die Hände der Buchdrucker Heller und Rohm und erschien täglich bis 1866. Nachdem sie seitdem mehrfach den Besitzer gewechselt hatte, gehörte sie 1900 einer Gesellschaft mit beschränkter Haftung, bis sie am 9. März 1903 ihr Erscheinen einstellte und in den Verlag von J. G. Holtzwarts Nachfolger S. Minjon überging. Hier wurde sie mit dem seit 1722 erscheinenden Frankfurter Intelligenzblatt vereinigt. Der Titel Didaskalia wurde nun der Unterhaltungsbeilage dieser Zeitung beigegeben. Zu den verantwortlichen Redakteuren dieser Beilage gehörte für einige Jahre u. a. der spätere Literaturhistoriker Adolf Bartels.
Die politische Linie des Frankfurter Journals war national-liberal und scharf antiklerikal. Besonders gegen den Mainzer Bischof Wilhelm Emmanuel von Ketteler wurde schärftens polemisiert. Auch sympathisierte die Zeitung mit den Deutschkatholiken und machte sich schulpolitisch die Linie der radikalen hessischen Lehrerbewegung unter Johann Schmitt zu eigen.